# Philip Johnson (Ruderer)

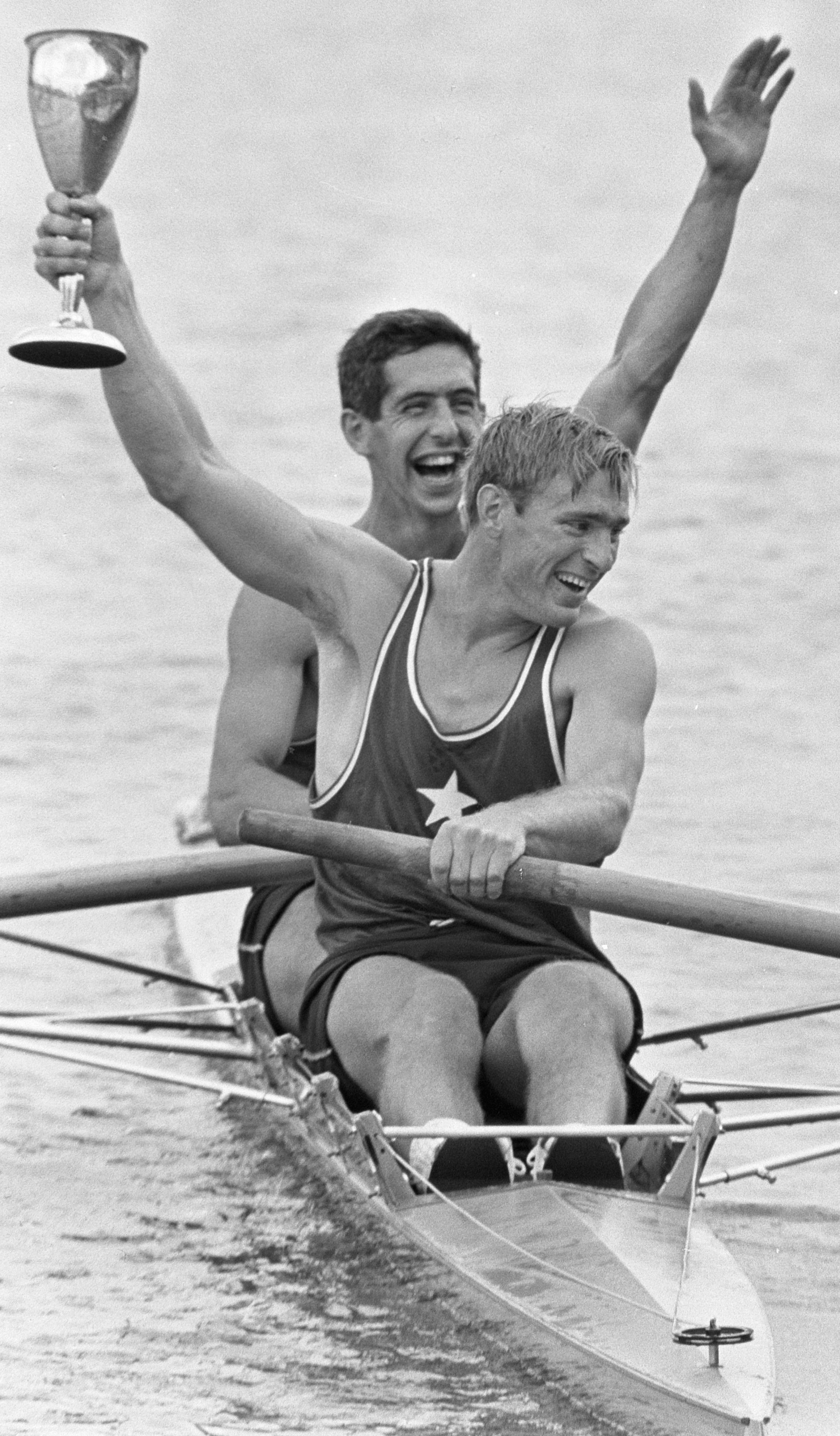
Johnson (hinten) und Hough 1968

Philip Anthony „Tony“ Johnson (* 16. November 1940 in Washington, D.C.) ist ein ehemaliger Ruderer aus den Vereinigten Staaten. Er war mit dem Zweier ohne Steuermann Olympiazweiter 1968, Sieger bei den Panamerikanischen Spielen 1967 und zweimaliger Europameister.

## Karriere
Der 1,91 m große Johnson gewann 1963 seinen ersten US-Meistertitel im Zweier ohne Steuermann. 1964 nahm er mit James Edmonds an den Olympischen Spielen 1964 in Tokio teil, die beiden verpassten aber den Einzug ins A-Finale und belegten am Ende den zehnten Platz. 1965 gewann Johnson seinen zweiten Meistertitel der Vereinigten Staaten. Da Olympische Spiele und Ruder-Weltmeisterschaften in den 1960er Jahren nur alle vier Jahre stattfanden, waren Sportler aus Ländern außerhalb Europas auch bei Ruder-Europameisterschaften startberechtigt. Bei den Europameisterschaften 1965 erkämpfte Johnson mit dem amerikanischen Achter die Bronzemedaille.
1967 trat Philip Johnson mit Lawrence Hough im Zweier an. Die beiden gewannen bei den US-Meisterschaften, den Nordamerikameisterschaften und bei den Panamerikanischen Spielen in Winnipeg. Bei den Europameisterschaften 1967 siegten Johnson und Hough vor Peter Gorny und Günter Bergau aus der DDR.
Im Vorfeld der Olympischen Spiele 1968 in Mexiko-Stadt galten Johnson und Hough als Favoriten. Bei der olympischen Regatta gewannen sie ihren Vorlauf und ihr Halbfinale. Im Finale siegten Jörg Lucke und Hans-Jürgen Bothe aus der DDR mit 15 Hundertstelsekunden Vorsprung vor Johnson und Hough. 1969 siegten Johnson und Hough noch einmal bei den Europameisterschaften 1969.
Johnson ruderte an der Syracuse University und dann für den Potomac Boat Club in Washington. Nach seiner Graduierung an der Syracuse University war er zwanzig Jahre lang Cheftrainer an der Yale University.